# 상달
상달(尙疸)은 후백제의 장군이다. 상봉(尙逢)이라고도 기록되어 있다.

## 생애
934년(견훤 43) 정월 고려 태조와 후백제 견훤(甄萱) 사이의 싸움이 치열해졌을 때, 태조가 운주(運州 : 지금의 충청남도 홍성군)에 주둔하자, 견훤이 갑사(甲士) 5,000명을 뽑아 마주 싸웠으나 미처 진(陣)을 치기도 전에 고려의 장군 유금필(庾黔弼)이 기병 수천 명으로 쳐들어와 3,000여 명의 목을 베자, 웅진(熊津) 이북 30여 성이 소식을 듣고 자진해서 항복하였다.
이때 상달은 역시 견훤의 휘하인 술사(術士) 종훈(宗訓)과 의자(醫者) 훈겸(訓謙), 용장(勇將) 최필(崔弼)과 함께 고려 태조에게 항복하였다.